# Sydafrikansk öronapa
Sydafrikansk öronapa (Galago moholi) är en däggdjursart som beskrevs av Andrew Smith 1836. Galago moholi ingår i släktet Galago och familjen galagoer. IUCN kategoriserar arten globalt som livskraftig. Inga underarter finns listade.

## Utseende
Arten blir 8,8 till 20,5 cm lång (huvud och bål), har en 11,3 till 27,9 cm lång svans och väger 95 till 244 g. Den har liksom dvärggalagon (Galago senegalensis) en brunaktig päls på ryggen och en ljusare undersida men sidorna är mera gula. Svansen är täckt av mörkbrun till gråbrun päls. Denna galago har mörka ringar kring ögonen. Hos sydafrikansk öronapa är de bakre extremiteterna långa vad som möjliggör långa hopp. Huvudet kännetecknas av stora ögon och öron. Ögonen har ett reflekterande skikt som blir synlig när ljus träffar på skiktet under natten.

## Utbredning
Denna primat förekommer i södra Afrika från en linje mellan norra Angola, södra Kongo-Kinshasa, södra Uganda och centrala Tanzania i norr till norra Namibia, centrala Botswana och nordöstra Sydafrika i söder. Habitatet utgörs av skogar eller trädansamlingar i savanner.

## Ekologi
En grupp av upp till sju individer vilar tillsammans men efter föda letar varje individ ensam. Vätskebehovet täcks med födan. Honor kan para sig två gånger per år och kullen har oftast två ungar.
Sydafrikansk öronapa äter främst naturgummi och ryggradslösa djur. När de är tillgängliga äts även några mogna frukter. Artens läten skiljer sig tydlig från dvärggalagon. Den äldsta kända individen levde 16 år och 7 månader.
Denna primat vilar på dagen i ett näste av blad och den blir under natten aktiv. Boet kan även vara en hålighet i trädet. De främre tänderna bildar en sorts kam för att skrapa naturgummi från träden.
Honor föder efter cirka 125 dagar dräktighet en kull med två ungar vid början av regntiden. De blir kort efteråt åter parningsberedda och har ytterligare en kull under regntiden. En brunstig hona kan kopulera med upp till 6 hannar.